# Strike Force (wrestling)
Gli Strike Force sono stati un tag team di wrestling attivo alla fine degli anni ottanta nella World Wrestling Federation, composto da Tito Santana e Rick Martel.

## Storia

### American Wrestling Association
Il 29 agosto 1982, Santana e Martel lottarono in coppia per la prima volta. Affrontarono, senza successo, i campioni AWA Tag Team The High Flyers (Greg Gagne & "Jumpin'" Jim Brunzell.

### World Wrestling Federation
La coppia si formò ufficialmente dopo che Martel sconfisse entrambi i membri degli Islanders (Haku & Tama) in due match separati nel luglio 1987 (dopo la fuoriuscita dalla WWF del suo partner di tag team Tom Zenk). Il 15 agosto 1987 a WWF Superstars of Wrestling, gli Islanders aggredirono Martel dopo la sua vittoria su Barry Horowitz. Santana, che stava commentando nella cabina di trasmissione spagnola, corse sul ring per aiutare Martel. Il nuovo team fu presentato come una coppia di bravi ragazzi atletici e di bell'aspetto (storyline che proveniva direttamente dalla squadra precedente The Can-Am Connection). Il nome Strike Force ("Forza d'attacco") derivò dalla promessa fatta da Santana, il quale disse che come team avrebbero "sorpreso (gli Islanders) con la forza." Immediatamente Martel se ne uscì con il nome della neonata coppia. I due ebbero quindi un feud con gli Islanders fino ad ottobre, quando ebbero l'opportunità di sfidare The Hart Foundation per il titolo WWE World Tag Team Championship. Il 27 ottobre 1987 Santana & Martel conquistarono le cinture sconfiggendo Bret Hart & Jim Neidhart.
Il team restò campione fino a WrestleMania IV, dove Santana & Martel furono sconfitti dai Demolition in maniera controversa.
Nel luglio 1988 Martel si infortunò (kayfabe) in uno scontro con i Demolition, mettendo in pausa gli Strike Force per diversi mesi. In realità, Martel si prese un lungo congedo per prendersi cura di sua moglie, che era gravemente malata.
Nel frattempo, Santana lottò in alcuni incontri singoli. Martel tornò in WWF nel gennaio 1989 alla Royal Rumble. Poco tempo dopo, gli Strike Force si riunirono, per scontrarsi con i Brain Busters a WrestleMania V. Dopo che Santana mise KO accidentalmente Martel, egli lo abbandonò lasciandolo solo sul ring in balìa degli avversari, passando dalla parte dei "cattivi". Successivamente Martel dichiarò che Santana si era messo a cavalcioni sulle sue spalle ed era stufo di trasportarlo. I due ebbero una faida per tutto l'anno successivo, e Martel si trasformò in "The Model" Rick Martel, un personaggio arrogante ed egocentrico. Entrambi gli uomini riportarono vittorie l'uno sull'altro, inclusa una vittoria di Santana su Martel nella finale del torneo King of the Ring del 1989.. Martel sconfisse Santana all'evento Survivor Series quando schienò il suo ex partner di coppia eliminandolo nel primo match della serata. La rivalità tra i due si smorzò di fatto dopo Survivor Series, con i due che si affrontarono sporadicamente per tutto il 1990 ma senza match di rilievo.
Santana lasciò la WWF nell'agosto 1993 e Martel nel gennaio 1995.

## Nel wrestling
Mosse finali
- Boston crab - Martel
- Flying forearm smash - Santana

## Titoli e riconoscimenti
- Pro Wrestling Illustrated

- 70º posto tra i 100 migliori tag team durante i "PWI Years" del 2003.

- World Wrestling Federation

- WWF World Tag Team Championship (1)